# 皮奇特里科納斯
皮奇特里科納斯（英語：Peachtree Corners）是一個位於美國喬治亞州格威內特縣的城市。

## 地理
皮奇特里科納斯的座標為33°56′00″N 84°13′00″W / 33.93333°N 84.21667°W，而該地的平均海拔高度為317米（即1040英尺）。

## 人口
根據2010年美國人口普查的數據，皮奇特里科納斯的面積為42.00平方千米，當中陸地面積為40.00平方千米，而水域面積為2.00平方千米。當地共有人口34364人，而人口密度為每平方千米818.19人。